# 教場 (小說)
《教場》（日语：／ Kyōjō），是日本作家長岡弘樹所著，以警察學校為場景的警察小說系列，2013年6月出版至今共有短篇集4冊、長篇1冊。「教場」在日本的警察學校中指的是「班級」。
改編電視劇特別篇於2020年1月和2021年1月播映，電視連續劇則於2023年4月10日至6月19日播映，全部均由木村拓哉主演、富士電視台製作，2023年6月26日播出特別篇。。
電視劇特別篇、電視連續劇在香港均由Viu獨家播出，電視連續劇在台灣由friDay影音獨家播出。

## 電視劇
短篇電視劇《教場》及《教場II》率先於2020年1月及2021年1月播映，由富士電視台製作、木村拓哉主演。其中前者更是富士電視台60周年台慶特別企劃電視劇。
2022年11月，富士電視台宣布《教場》開啟戲劇化的消息，劇名定為《風間公親－教場0－》，再度由木村拓哉主演，於2023年2月起陸續發布新垣結衣、染谷將太、白石麻衣、赤楚衛二等共演演員，2023年3月正式將該檔戲定名為富士電視台65週年台慶紀念電視劇，於11日發布前導預告及其餘共演演員。
香港由Viu於2023年4月10日起獨家播出，臺灣由friDay影音於2023年4月11日起同步跟播。
該劇為教場特別篇的前傳，敘述風間公親進入神奈川縣警察學校擔任教官以前，在縣警的新人刑警教育訓練當中，擔任刑警指導官時所發生的故事，而這齣也會探討風間公親性格冷酷的秘密及刑警教育訓練當中的新手警察訓練辛苦的過程。

### 《風間公親－教場0－》演員列表

#### 主要角色
- 風間公親：木村拓哉（粵語配音：陳健豪）
- 瓜原潤史：赤楚衛二[2]、童年：森優理斗（第1-2集）（粵語配音：譚禹、童年：楊婉潼）
- 隼田聖子：新垣結衣[3]（粵語配音：何凱怡）
- 遠野章宏：北村匠海[4]（粵語配音：陳漢祺）
- 鐘羅路子：白石麻衣[5]（粵語配音：廖欣怡）
- 中込兼兒（香港Now譯為中迂兼兒）：染谷將太[6]（粵語配音：劉奕希）

#### 其他人物
- 四方田秀雄：小日向文世[7]（粵語配音：周鑫霆）
- 真堂丈史：小林薰[7]（粵語配音：譚漢華）
- 伊上幸葉：堀田真由[7]（粵語配音：楊婉潼）
- 谷本進一：濱田崇裕[7]（粵語配音：陳成港）
- 尾山柔：結木滉星[7]（粵語配音：周倚天）
- 柳澤浩二：坂口憲二[8]（粵語配音：何家裕）
- 十崎波琉：森山未來[9]

#### 每集登場人物

##### 第1話
- 町內分駐所警官：明石家秋刀魚（粵語配音：鄧燦陽）
- 枝元佑奈：富田望生（粵語配音：顧詠雪）
- 斎藤幸真：伊藤正之（第2集）（粵語配音：羅偉亮）
- 日中弓：内田理央（粵語配音：石梓晴）
- 蘆澤健太郎：久保田悠来（粵語配音：梁皓翔）
- 計程車司機：Magy（粵語配音：袁德基）
- 案發現場的警察（粵語配音：梁皓翔、嚴鎮華、鄧燦陽、羅偉亮）
- 少年劍友會的小孩：竹内夏希（粵語配音：陳凱婷）
- 益野紳祐：市原隼人（粵語配音：嚴鎮華）
- 益野麗華：山田詩子（粵語配音：顧詠雪）
- 資訊節目主持（粵語配音：馮詠恩）
- 報導古多良市女子被撞死的新聞主播：川名陽介（粵語配音：羅偉亮）
- 益野才佳：堤千穂（粵語配音：陳凱婷）
- 工廠工人：仲城煎時、（粵語配音：、羅偉亮、梁皓翔）
- 海藤克剛：勝矢（粵語配音：馮瀚輝）
- 高橋：小早川真由（粵語配音：馮詠恩）
- 報導謀殺案疑犯被逮捕的新聞主播：川井淳史（粵語配音：羅偉亮）
- 須賀太一：和田正人（粵語配音：鄧燦陽）
- 服部京子：佐藤仁美（粵語配音：陳凱婷）
- 拒絕上學的小孩：岩川晴（粵語配音：石梓晴）
- 拒絕上學小孩的媽媽：淺野夏實（粵語配音：馮詠恩）
- 瓜原和泉：齊藤由貴（特別演出）（第2集）（粵語配音：陳凱婷）

##### 第2話
- 佐柄美幸：宮澤艾瑪（粵語配音：馮詠恩）
- 佐柄研人：川原瑛都
- 諸田伸枝：山田Kinuo（粵語配音：王綺婷）
- 阿部悅子：中島亞梨沙
- 美幸的男性友人：佐伯新
- 3年1班導師：粕谷吉洋（粵語配音：羅偉亮）
- 天氣主播：小山瑤

##### 第3話
- 椎垣久仁臣：佐佐木藏之介（粵語配音：梁皓翔）
- 宇部祥宏：淺利陽介（粵語配音：黃榮璋）
- 隼田ゆかり：諏訪結衣
- 愁明醫科大學副校長：佐戶井賢太（粵語配音：袁德基）
- 一色楓太：西垣匠（粵語配音：杜景煜）

##### 第4話
- 萱場千壽留：生見愛瑠（粵語配音：鄭家蕙）
- 浦真幹夫：淵上泰史（粵語配音：簡懷甄）

##### 第5話
- 戶守研策：水澤林太郎（粵語配音：黃尉斯）
- 梨多真夫：野間口徹（粵語配音：陳力航）
- 三島：久野雅弘

##### 第6話
- 向坂善紀：筒井道隆（粵語配音：郭湛深）
- 苅部匠吾：城檜吏（粵語配音：潘昀雋）
- 苅部達郎：濱田信也（粵語配音：梁皓翔）
- 苅部的妻子：遊井亮子

##### 第7話
- 筧麻由佳：瀧本美織（粵語配音：王綺婷）
- 元木伊智朗：前原瑞樹（粵語配音：鄧燦陽）
- 佐久田肇：大村航（粵語配音：張添勝）
- 椿あさみ：行平愛佳（粵語配音：石梓晴）
- 西宮佳文：村上佳（粵語配音：梁皓翔）

##### 第8話
- 名越哲彌：小池徹平（粵語配音：黃文軒）
- 小田島澄香：Sonim（粵語配音：羅婉楓）
- 西田徹：澀谷謙人（粵語配音：梁皓翔）
- 梅津：三浦誠己（粵語配音：羅偉亮）

##### 第9話
- 篠木瑤子：早見朱莉（粵語配音：姜嘉蕾）
- 加茂田亮：金井勇太（粵語配音：羅偉亮）
- 牧村：細田善彥（粵語配音：梁皓翔）
- 中込ふき：余貴美子（粵語配音：馮詠恩）
- 中込明子：大西禮芳（粵語配音：陳雪瑩）

##### 第10話
- 仁谷清香：竹下景子（粵語配音：石梓晴）
- 仁谷繼秀：岡田義德（粵語配音：李家傑）
- 田瀨葵：中村由利佳（粵語配音：楊樂瑤）

##### 最終話
- 清家總一郎：北大路欣也（粵語配音：黃志明）
- 甘木紗季：森矢寬和（粵語配音：成樂怡）
- 甘木保則：馬場徹（粵語配音：袁德基）

### 《教場》、《教場II》特別篇 演員列表

#### 主要角色
- 風間公親：木村拓哉（粵語配音：陳健豪）
- 宮坂定：工藤阿須加（粵語配音：梁皓翔）
- 鳥羽暢照：濱田岳（粵語配音：黃榮璋）

#### 第198期短期課程
- 楠本忍：大島優子（粵語配音：高雅玲）
- 都築耀太：味方良介（粵語配音：陳成港）
- 菱沼羽津希：川口春奈（粵語配音：羅婉楓）
- 日下部准：三浦翔平（粵語配音：周良鴻）
- 石山廣平：村井良大（粵語配音：郭湛深）
- 平田和道：林遣都（粵語配音：張振熙）
- 南原哲久：井之脇海（粵語配音：葉子楓）
- 樫村卓實：西畑大吾（粵語配音：陳漢祺）
- 岸川沙織：葵若菜（粵語配音：何凱怡）
- 枝元佑奈：富田望生（粵語配音：顧詠雪）

#### 第200期短期課程
- 石上史穗：上白石萌歌（粵語配音：楊婉潼）
- 忍野惠：福原遙（粵語配音：黃紫嫻）
- 漆原透介：矢本悠馬（粵語配音：張振熙）
- 比嘉太偉智：杉野遙亮（粵語配音：周倚天）
- 杣利希斗：目黑蓮（粵語配音：袁德基）
- 坂根千亞季：樋口日奈（粵語配音：顧詠雪）
- 吉村健太：戶塚純貴（粵語配音：郭湛深）
- 稻邊隆：真榮田鄉敦（粵語配音：陳漢祺）
- 堂本真矢：高月彩良（粵語配音：王綺婷）
- 伊佐木陶子：岡崎紗繪（童年：山崎莉里那）（粵語配音：成樂怡）

#### 第199期短期課程
- 浦美慶介：三浦貴大（粵語配音：梁皓翔）
- 佐久野由美：佐久間由衣（粵語配音：羅婉楓）
- 小嘉龍一：嘉島陸（粵語配音：陳漢祺）
- 出馬求久：重岡大毅（粵語配音：陳成港）

#### 教官
- 服部京子：佐藤仁美（粵語配音：陳凱婷）
- 小野春江：高橋瞳（粵語配音：馮詠恩）
- 田澤愛子：松本真理香（粵語配音：陳雪瑩）
- 須駕太一：和田正人（粵語配音：鄧燦陽）
- 四方田秀雄：小日向文世（粵語配音：周鑫霆）

#### 其他人物
- 遠野章宏：北村匠海（粵語配音：陳漢祺）
- 山崎優莉奈：木崎由里亞（粵語配音：顧詠雪）
- 藪下敏夫：黑羽麻璃央（粵語配音：鄧燦陽）
- 法醫學講師：周本繪梨香（粵語配音：何凱怡）
- 日下部 ：高山侑子（粵語配音：顧詠雪）
- 救災講師：窪塚俊介（粵語配音：羅偉亮）
- 町內分駐所警官：明石家秋刀魚（粵語配音：鄧燦陽）

### 工作人員

#### 風間公親－教場0－
- 原著：長岡弘樹《教場》系列
- 編劇：君塚良一
- 音樂：佐藤直紀
- 主題曲：Uru「心得」[10]
- 導演：中江功、西岡和宏
- 製作人：中江功、渡邊恒也、宋荷娜
- 製作協力：SWITCH

#### 教場I 教場II
- 原著：長岡弘樹《教場》系列
- 編劇：君塚良一
- 音樂：佐藤直紀
- 導演：中江功
- 製作人
  - 教場I：中江功、西坂瑞城、髙石明彥
  - 教場II：中江功、渡邊恒也、	宋荷娜、遠藤光貴
- 製作協力：The icon（教場I）、SWITCH（教場II）

### 播出日程

#### 教場
| 集數 | 播出日期     | 標題         | 收視  |
| ---- | ------------ | ------------ | ----- |
| 前篇 | 2020年1月4日 | 嚴厲的教官   | 15.3% |
| 後篇 | 2020年1月5日 | 煉獄般的教場 | 15.0% |

#### 教場II
| 集數 | 播出日期     | 標題       | 收視  |
| ---- | ------------ | ---------- | ----- |
| 前篇 | 2021年1月3日 | 各人的秘密 | 13.5% |
| 後篇 | 2021年1月4日 | 犯人       | 13.2% |

#### 播映平台
| 播映地區 | 平台                      | 播映日期                | 播映時間                                 | 片名  | 備註               |
| 香港     | Viu OTT                   | 2020年1月5日            | 每週日播出                               | 教場  | 日語原聲、中文字幕 |
| 香港     | Viu 自選服務 (Now E)      | 2020年1月5日            | 每週日播出                               | 教場  | 日語原聲、中文字幕 |
| 香港     | Now 劇集 Express (Now TV) | 2020年1月10日           | 每週五播出                               | 教場  | 日語原聲、中文字幕 |
| 香港     | Now 劇集台                | 2020年4月11日-4月12日   | 4月11日18:45-21:00及4月12日18:30-21:00   | 教場  | 粵日雙語、中文字幕 |
| 香港     | Now 劇集台                | 2021年1月9日-1月10日    | 1月9日23:00-01:15及1月10日23:00-01:30    | 教場  | 粵日雙語、中文字幕 |
| 香港     | Now 劇集台                | 2021年6月5日-6月6日     | 6月5日23:00-01:15及6月6日23:00-01:30     | 教場  | 粵日雙語、中文字幕 |
| 香港     | ViuTV                     | 2021年3月18日-3月19日   | 3月18日20:30-22:45及3月19日20:30-23:00   | 教場  | 粵日雙語、中文字幕 |
| 香港     | ViuTV                     | 2021年7月26日-8月2日    | 7月26日00:45-03:00及8月2日00:50-03:30    | 教場  | 粵日雙語、中文字幕 |
| 香港     | Viu OTT                   | 2023年6月6日            | 全集上架                                 | 教場  | 日語原聲、中文字幕 |
| 香港     | Viu OTT                   | 2023年6月6日            | 全集上架                                 | 教場  | 粵語配音、中文字幕 |
| 香港     | Viu 自選服務 (Now E)      | 2023年6月6日            | 全集上架                                 | 教場  | 日語原聲、中文字幕 |
| 香港     | Viu 自選服務 (Now E)      | 2023年6月6日            | 全集上架                                 | 教場  | 粵語配音、中文字幕 |
| 香港     | Viu 自選服務 (Now TV)     | 2023年6月6日            | 全集上架                                 | 教場  | 日語原聲、中文字幕 |
| 香港     | Viu OTT                   | 2021年1月5日            | 每週日播出                               | 教場2 | 日語原聲、中文字幕 |
| 香港     | Viu 自選服務 (Now E)      | 2021年1月5日            | 每週日播出                               | 教場2 | 日語原聲、中文字幕 |
| 香港     | Now 劇集 Express (Now TV) | 2021年1月10日           | 每週五播出                               | 教場2 | 日語原聲、中文字幕 |
| 香港     | Now 劇集台                | 2021年6月12日-6月13日   | 6月12日23:00-01:30及6月13日23:00-01:45   | 教場2 | 粵日雙語、中文字幕 |
| 香港     | Viu 頻道                  | 2022年12月25日-12月26日 | 12月25日00:00-02:30及12月26日00:15-03:00 | 教場2 | 粵日雙語、中文字幕 |
| 香港     | Viu OTT                   | 2023年6月6日            | 全集上架                                 | 教場2 | 日語原聲、中文字幕 |
| 香港     | Viu OTT                   | 2023年6月6日            | 全集上架                                 | 教場2 | 粵語配音、中文字幕 |
| 香港     | Viu 自選服務 (Now E)      | 2023年6月6日            | 全集上架                                 | 教場2 | 日語原聲、中文字幕 |
| 香港     | Viu 自選服務 (Now E)      | 2023年6月6日            | 全集上架                                 | 教場2 | 粵語配音、中文字幕 |
| 香港     | Viu 自選服務 (Now TV)     | 2023年6月6日            | 全集上架                                 | 教場2 | 日語原聲、中文字幕 |

#### 風間公親－教場0－
- 第1話加長30分鐘（21:00 - 22:24）。
- 最終話加長15分鐘（21:00 - 22:09）。
- 特別篇播出時間為 20:00 - 21:48。

| 集數                                                                      | 播出日期 | 標題             | 導演     | 收視率 |
| ------------------------------------------------------------------------- | -------- | ---------------- | -------- | ------ |
| 第1話                                                                     | 4月10日  | （火藥的制裁）   | 中江功   | 12.1%  |
| 第2話                                                                     | 4月17日  | （銅像的墓穴）   | 中江功   | 10.7%  |
| 第3話                                                                     | 4月24日  | （有毒的遺骸）   | 中江功   | 09.8%  |
| 第4話                                                                     | 5月01日  | （孤獨的胎衣）   | 中江功   | 09.6%  |
| 第5話                                                                     | 5月08日  | （盲信的結果）   | 西岡和宏 | 09.1%  |
| 第6話                                                                     | 5月15日  | （三幅畫廊的畫） | 中江功   | 08.3%  |
| 第7話                                                                     | 5月22日  | （第四終章）     | 中江功   | 08.9%  |
| 第8話                                                                     | 5月29日  | （黑暗中的白霧） | 中江功   | 09.4%  |
| 第9話                                                                     | 6月05日  | （橋上的殘影）   | 西岡和宏 | 09.9%  |
| 第10話                                                                    | 6月12日  | （戒指安魂曲）   | 中江功   | 09.4%  |
| 最終話                                                                    | 6月19日  | （佛罰的報應）   | 中江功   | 10.6%  |
| 平均收視率 9.8%（收視率由Video Research調查關東地區、家戶的即時統計資料） |          |                  |          |        |
| 特別篇                                                                    | 6月26日  |                  | 中江功   | 05.8%  |

## 外部連結
- 小說特設網站 （页面存档备份，存于）（日語）

教場I
- 富士電視台開局60周年特別企劃：教場 （页面存档备份，存于）（日語）
- WAKUWAKU JAPAN：教場 （页面存档备份，存于）（繁體中文）
- 緯來日本台：終極教官 （页面存档备份，存于）（繁體中文）

教場II
- 教場II （页面存档备份，存于）（日語）
  - 《教場II》的X（前Twitter）（日語）
- 緯來日本台：終極教官2 （页面存档备份，存于）（繁體中文）

風間公親－教場0－
- 風間公親－教場0－ （页面存档备份，存于）
  - 《風間公親－教場0－》的X（前Twitter）

| 日本 富士電視台 週一晚間九點連續劇   | 日本 富士電視台 週一晚間九點連續劇           | 日本 富士電視台 週一晚間九點連續劇 |
| ------------------------------------ | -------------------------------------------- | ---------------------------------- |
|                                      | 風間公親－教場0－ （2023年4月10日－6月19日） |                                    |
| 女神的教室 （2023年1月9日－3月20日） | 真夏的灰姑娘 （2023年7月10日－）             |                                    |

| 臺灣 緯來日本台 週一至週五 22:00-23:00          | 臺灣 緯來日本台 週一至週五 22:00-23:00        | 臺灣 緯來日本台 週一至週五 22:00-23:00 |
| ----------------------------------------------- | --------------------------------------------- | -------------------------------------- |
|                                                 | 破案之眼・風間公親 （2023年6月30日－7月14日） |                                        |
| Last Man-全盲搜查官- （2023年6月14日－6月29日） | 巧克力醫生 （2023年7月17日－7月28日）         |                                        |